# 100 % d'amour
Chansons représentant le Luxembourg au Concours Eurovision de la chanson
Si la vie est cadeau
(1983) Children, Kinder, Enfants
(1985)
100 % d'amour est une chanson écrite par Jean-Michel Bériat et Patrick Jaymes sur une musique de Jean-Pierre Goussaud et interprétée par Sophie Carle. Sortie en 45 tours en 1984 chez Barclay, c'est l'unique single de Sophie Carle à ce jour.
C'est la chanson représentant le Luxembourg au Concours Eurovision de la chanson 1984.

## À l'Eurovision

### Sélection
La chanson 100 % d'amour, interprétée par Sophie Carle, est sélectionnée en interne pour représenter le Luxembourg au Concours Eurovision de la chanson 1984 le 5 mai à Luxembourg, au grand-duché du Luxembourg.

### À Luxembourg
La chanson est intégralement interprétée en français, l'une des langues officielles du Luxembourg, comme l'impose la règle de 1984 à 1998. L'orchestre est dirigé par Pascal Stive.
100 % d'amour est la deuxième chanson interprétée lors de la soirée du concours, suivant Diggi-Loo Diggi-Ley (la chanson lauréate de l'année par la suite) des Herreys pour la Suède et précédant Autant d'amoureux que d'étoiles d'Annick Thoumazeau pour la France.
À l'issue du vote, elle obtient 39 points, se classant 10e sur 19 chansons,.

## Liste des titres
| A. | 100 % d'amour    | Jean-Michel Bériat, Patrick Jaymes, Jean-Pierre Goussaud | 3:00 |
| B. | Gémeaux, Gémeaux | Jean-Michel Bériat, Patrick Jaymes, Jean-Pierre Goussaud | 2:53 |

## Classements

### Classements hebdomadaires
| Classement (1984) | Meilleure position |
| ----------------- | ------------------ |
| France (IFOP)     | 77                 |

## Historique de sortie
| Pays     | Date | Format   | Label   |
| -------- | ---- | -------- | ------- |
| Belgique | 1984 | 45 tours | Barclay |
| France,  | 1984 | 45 tours | Barclay |